# 김준호 (아나운서)
김준호는 대한민국의 아나운서다.

## 경력
- 2008년 : 한국경제TV 아나운서 (2003년 1월 ~ 2008년 8월) (2008년 8월 ~ 2009년 9월)
- 2009년 : OBS경인TV 아나운서 (2009년 9월 ~ 현재)

## 진행
현재
- OBS 뉴스O
- 인사이드 스토리

과거
- 생방송 OBS
- OBS 뉴스라인 인천-경기
- OBS 경인투데이